# Église de la Sainte-Trinité de Varsovie
 (juillet 2023).
Si vous disposez d'ouvrages ou d'articles de référence ou si vous connaissez des sites web de qualité traitant du thème abordé ici, merci de compléter l'article en donnant les références utiles à sa vérifiabilité et en les liant à la section « Notes et références ».
L'église de la Sainte Trinité, en polonais : Kościół Świętej Trójcy, également connue sous le nom d'église protestante de Zoug, en polonais : Zbór Zuga, est une église luthérienne du centre de Varsovie, en Pologne. Conçue par Szymon Bogumił Zug, c'est l'une des plus grandes églises de Varsovie et l'une des plus remarquables pour son architecture. La paroisse est membre de l'Église protestante de la confession d'Augsbourg en Pologne.

## Histoire
En 1777, le financier Piotr Tepper obtient l'autorisation du roi Stanisław August Poniatowski de faire construire une église protestante. Le roi se réserve cependant le droit de choisir la conception de l'édifice. L'église est élevée en 1777-1782 selon les plans de Szymon Bogumił Zug. Dès le 30 décembre 1781, le pasteur Gottlieb Ringeltaube (de) célèbre l'inauguration de l'église.
La rotonde classique est inspiré du Panthéon de Rome. L'église luthérienne est alors le plus haut et plus grands édifices de Varsovie. Le diamètre du dôme est de 33,4 mètres et la hauteur de 58 mètres. L'immense coupole avec sa magnifique tour lanterne domine les bâtiments voisins. Il sert de point de vue à l'armée polonaise pendant le soulèvement de Kościuszko.
Au début du XIXe siècle, l'église est réputée pour les performances musicales accompagnant le service. Frédéric Chopin y donne des concerts. En avril 1825, en présence du tsar Alexandre Ier de Russie, il y joue du choralion, aeolimelodicon.

Gravures du XIXe siècle
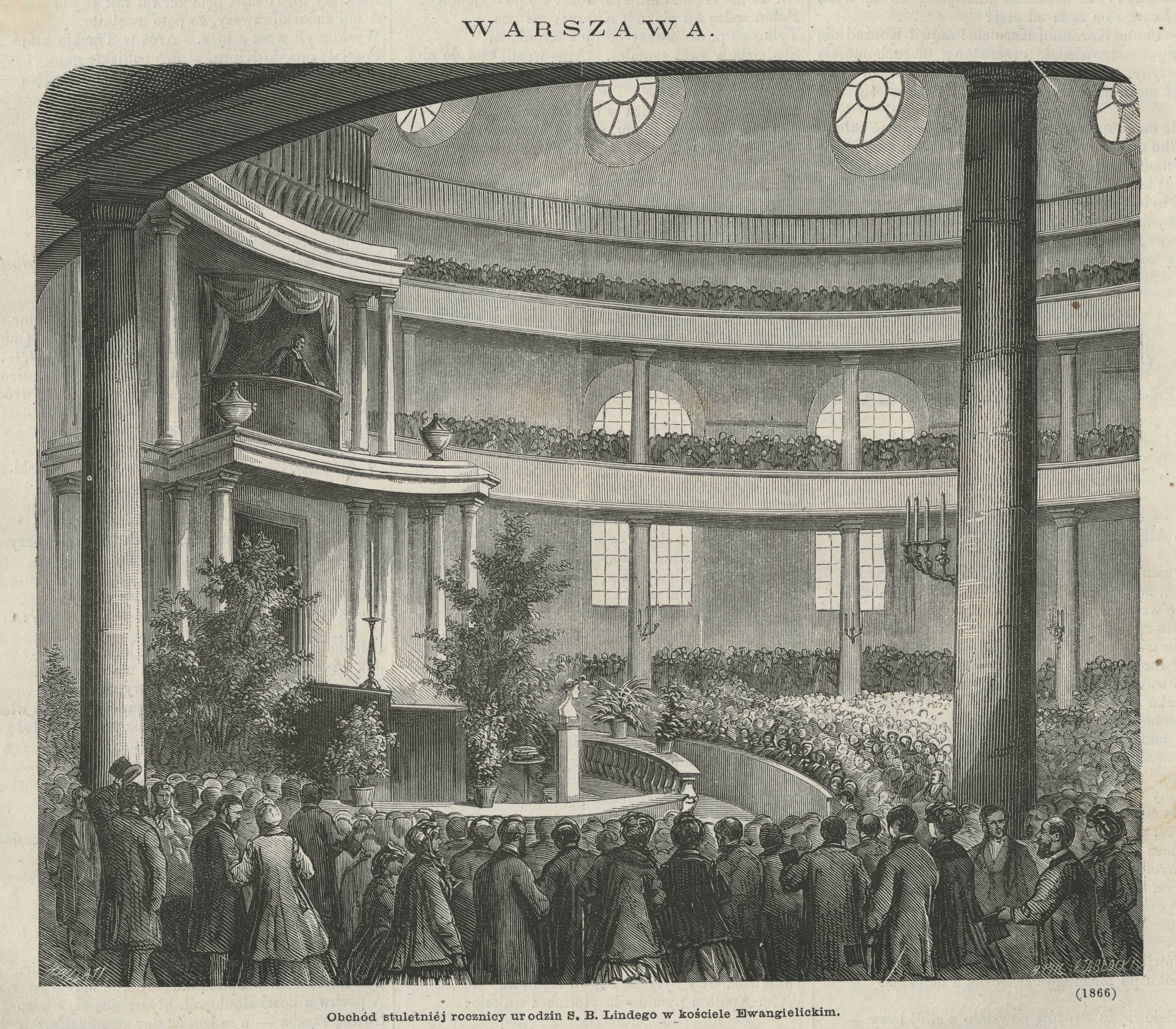
Intérieur en 1870.
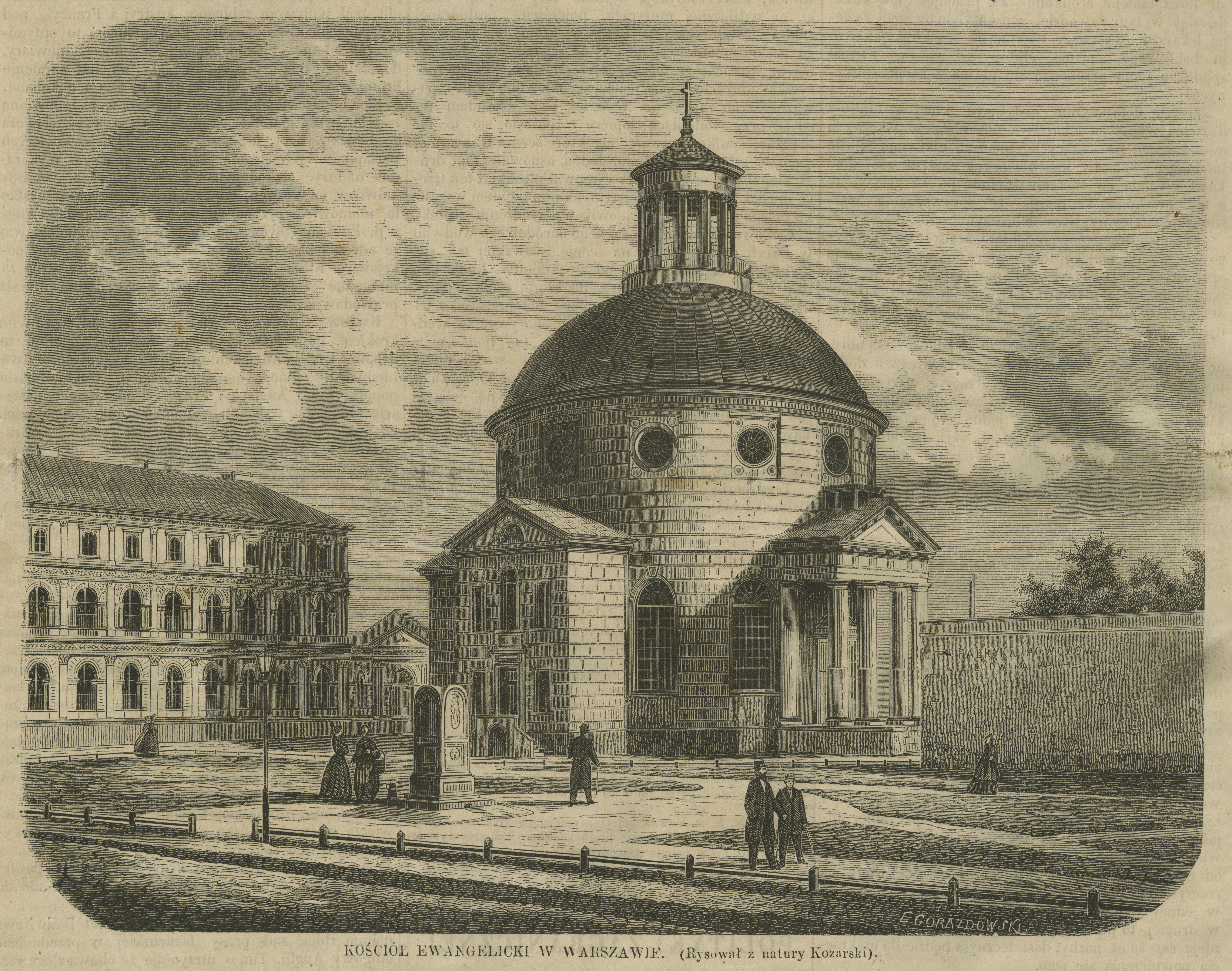
Extérieur en 1863.

L'église est ruinée par le bombardement allemands du 16 septembre 1939. Elle est reconstruite à l'identique après la Seconde Guerre mondiale, entre 1948 et 1953.
À l'intérieur, le visiteur est impressionné par sa double galerie ceinturant l'intérieur. En raison de son acoustiques et de son magnifique orgue, l'Opéra de chambre de Varsovie (Warszawska Opera Kameralna) y organise régulièrement des concerts de musique classique.

Intérieur aujourd'hui
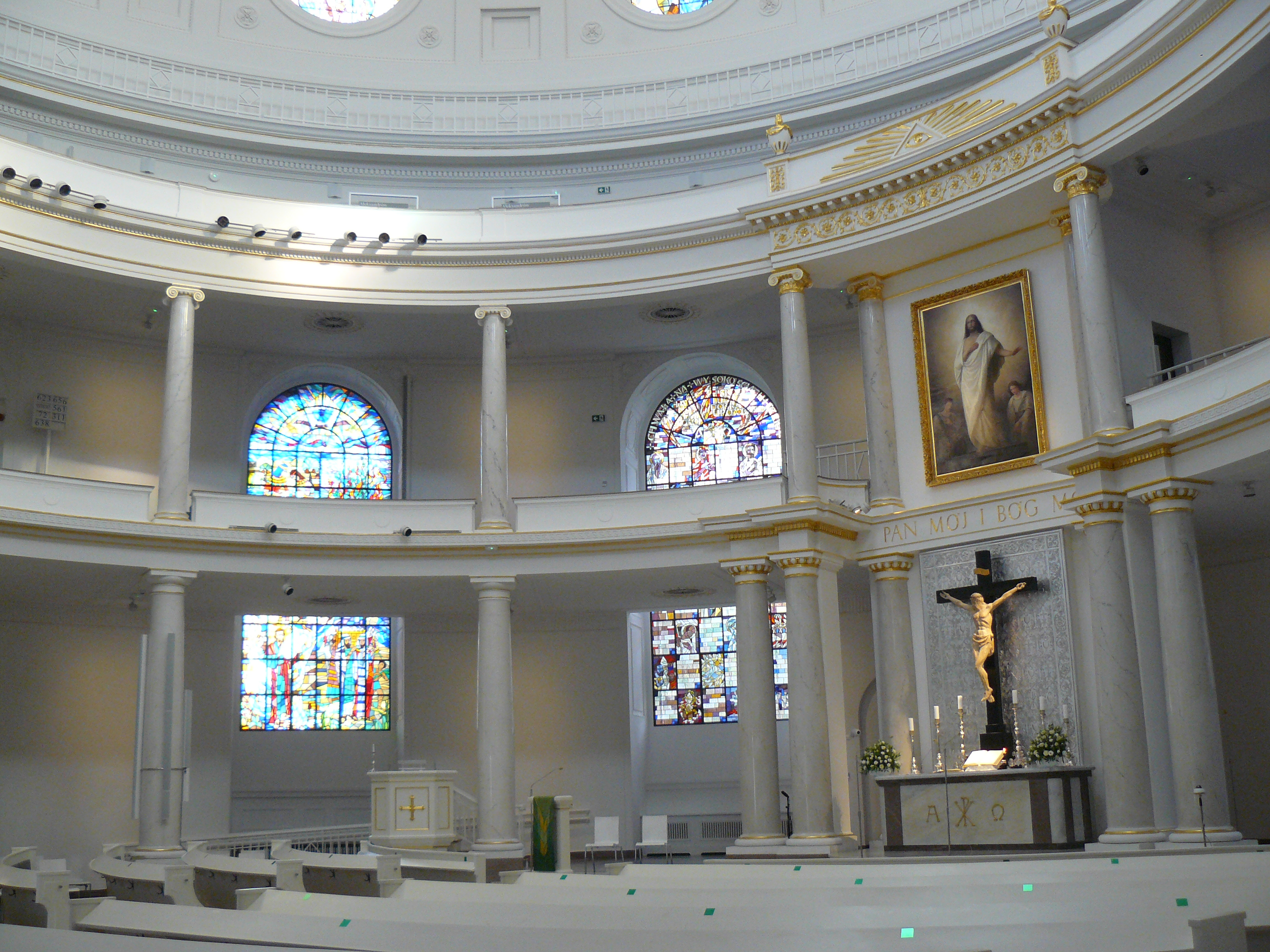
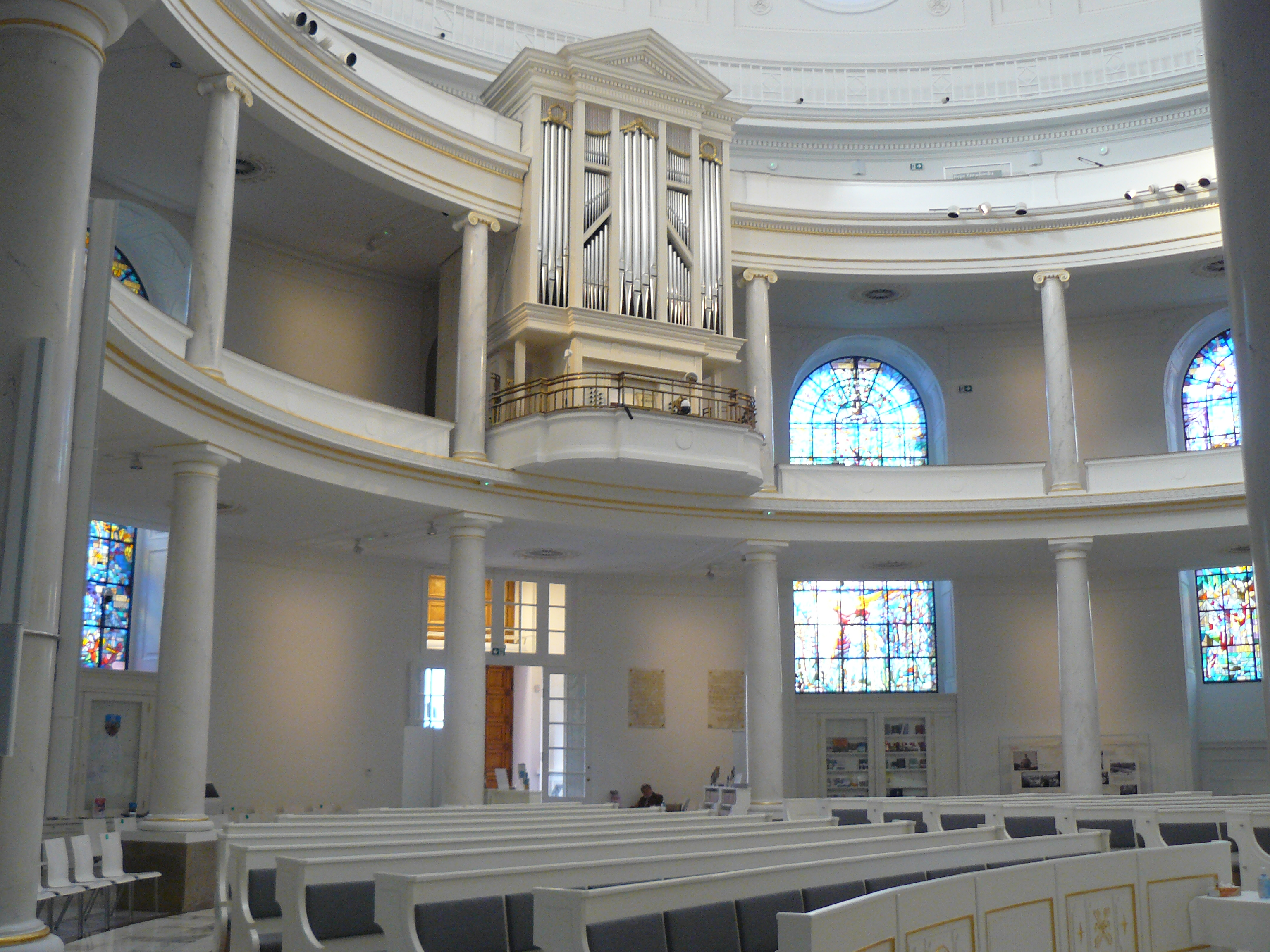